# Marguerite Kerdeston
Marguerite Kerdeston (1426 – après le 5 décembre 1485), comtesse de Kendal (Candale), est la grand-mère paternelle d'Anne de Foix-Candale, reine de Hongrie et de Bohême.

## Biographie
Elle est la fille de Sir Thomas Kerdeston (mort en 1446) et de Lady Élisabeth de la Pole. Sa mère était la fille de Michael de la Pole, 2e comte de Suffolk, et la petite-fille de Michael de la Pole, 1er comte de Suffolk. Elle est la nièce de William de la Pole, 1er duc de Suffolk, et reçoit le comté de Kendal. Elle épouse Jean de Foix, créé comte de Kendal en 1446, titre connu sous sa transposition française de comte de Candale. Elle donne naissance à quatre enfants, dont Gaston de Foix, comte de Candale.
Elle est enterrée à l'église de Castelnau-de-Médoc avec son mari.

## Descendance
- Gaston II de Foix, comte de Candale (vers 1448-1500) ; il épouse en premières noces l'infante Catherine de Navarre (vers 1455 – avant 1494), dont il a Anne de Foix-Candale, future reine de Hongrie [3] ; de sa seconde épouse, Isabelle d'Albret, fille d'Alain d'Albret (mort vers 1530), il aura d'autres enfants.
- Jean (mort en 1521), vicomte de Meille en Aragon, comte de Fleix et de Gurson, qui épouse Anne de Villeneuve, marquise de Trans (morte en 1567) ; d'eux descendent les ducs de Randan.
- Catherine (morte en 1510) épouse en 1468 Charles Ier, comte d'Armagnac et de Rodez (1425-1497) ; sans descendance.
- Marguerite de Foix-Candale (1473-1536), épouse du marquis Ludovic II de Saluces (1438-1504), elle fut marquise consort de Saluces et régente ; d'où descendance.